# Burchard Franck
Burchard Franck (* 6. Mai 1926 in Hamburg; † 21. Februar 2017 in Münster) war ein deutscher Chemiker und Hochschullehrer. Sein Forschungsschwerpunkt lag im Bereich der Naturstoffchemie. Er lehrte unter anderem an den Universitäten Kiel, Münster und Göttingen und war Träger der Richard-Kuhn-Medaille.

## Leben

### Akademische Laufbahn
Burchard Franck wurde 1926 in Hamburg geboren, nach einem im jugendlichen Alter abgeschlossenen Militärdienst geriet er nach Kriegsende in sowjetische Kriegsgefangenschaft. Nach seiner Rückkehr 1946 nach Deutschland studierte er an der Universität Hamburg sowie an der Georg-August-Universität Göttingen Chemie, wobei er an letztgenannter 1952 bei Hans Brockmann promovierte (Thema: „Untersuchung des Rhodomycins, eines rot gefärbten Antibioticums aus Actinomyceten“). Nach einer Zeit als Forschungsassistent habilitierte er sich 1959 in Göttingen und folgte vier Jahre später dem Ruf auf den Lehrstuhl für Organische Chemie an der Christian-Albrechts-Universität zu Kiel. Während seiner Zeit dort absolvierte er mehrere Gastprofessuren im Ausland, so am MIT, an der University of Connecticut sowie an der Universität Oslo. Bereits 1968 verließ er Kiel und wurde auf den Lehrstuhl für Organische Chemie der Westfälischen Wilhelms-Universität in Münster berufen.
In Münster war er verstärkt an der akademischen Selbstverwaltung beteiligt, so förderte er den Ausbau des Organisch-Chemischen Instituts und wirkte zeitweise als Fachbereichsdekan. Rufe an andere Universitäten lehnte er in der Folgezeit ab (1973 Rheinische Friedrich-Wilhelms-Universität Bonn; 1977 Georg-August-Universität Göttingen). Von 1984 bis zu seiner Emeritierung 1991 war er zudem als Gutachter der Deutschen Forschungsgemeinschaft tätig; darüber hinaus verbrachte er weitere Gastprofessuren an den Universitäten Lausanne, Genf und Fribourg (alle 1984) sowie Guangdong, Shanghai und Peking (alle 1985).
Neben seiner akademischen Tätigkeit war er auch bei diversen Fachzeitschriften als Co-Herausgeber beschäftigt, unter anderem bei der Angewandten Chemie sowie bei Justus Liebigs Annalen der Chemie.

### Forschung
Francks Forschungsschwerpunkt lag in der Naturstoffchemie. Er befasste sich unter anderem mit der Isolierung, der Strukturaufklärung und der Biosynthese neuer Wirkstoffe und griff dabei methodisch vor allem auf die Isotopenmarkierung zurück. Beispielhaft für seine Forschung seien seine Erkenntnisse auf dem Gebiet neuartiger Alkaloidsynthesen sowie Photosensibilisatoren auf Porphyrin-Basis genannt.

## Ehrungen
- 1980: Richard-Kuhn-Medaille der Gesellschaft Deutscher Chemiker[4]
- 1981: Adolf-Windaus-Medaille der Akademie der Wissenschaften zu Göttingen